# Neopentano
Neopentano também chamado dimetilpropano ou 2,2-dimetilpropano é o isômero do pentano em que um átomo de carbono está ligado a quatro grupos metil. O Neopentano é um gás altamente inflamável à temperatura e pressão ambiente, o qual pode condensar num líquido altamente volátil num dia frio, num banho de gelo ou quando comprimido.

## Nomenclatura
A nomenclatura IUPAC mantém o nome Neopentano. Dimetilpropano é o nome sistemático. Os localizadores (2,2) são desnecessários porque não existem outros isômeros desta molécula com dois grupos metilas.

## Isómeros
O Neopentano é um dos três isómeros estruturais com a fórmula química C5H12, sendo os outros o Pentano e o Isopentano.